# Kreisgericht Altona
Das Kreisgericht Altona war ein preußisches Kreisgericht bzw. Landgericht in der damals noch selbstständigen Stadt Altona in der damaligen preußischen Provinz Schleswig-Holstein.
Mit der Abtretung Schleswig-Holsteins wurde 1867 in der nunmehr preußischen Provinz die Gerichtsorganisation vereinheitlicht. Es wurden die fünf Kreisgerichte Altona, Itzehoe, Kiel, Schleswig und Flensburg mit dem übergeordneten Appellationsgericht Kiel eingerichtet.
Dem Kreisgericht Altona wurden die folgenden Amtsgerichte mit ihren neu umschriebenen Bezirken nachgeordnet:
| Amtsgericht             | Sitz                | aufgelöst |
| ----------------------- | ------------------- | --------- |
| Amtsgericht Ahrensburg  | Ahrensburg          | besteht   |
| Amtsgericht Altona      | Altona              | besteht   |
| Amtsgericht Bargteheide | Bargteheide         | 1970      |
| Amtsgericht Blankenese  | Blankenese          | besteht   |
| Amtsgericht Elmshorn    | Elmshorn            | besteht   |
| Amtsgericht Oldesloe    | Oldesloe            | 2009      |
| Amtsgericht Pinneberg   | Pinneberg           | besteht   |
| Amtsgericht Rantzau     | Rantzau             | 1976      |
| Amtsgericht Reinbek     | Reinbek             | besteht   |
| Amtsgericht Reinfeld    | Reinfeld (Holstein) | 1970      |
| Amtsgericht Trittau     | Trittau             | 1995      |
| Amtsgericht Uetersen    | Uetersen            | 1982      |
| Amtsgericht Wandsbeck   | Wandsbeck           | besteht   |

(Quelle unter)
Mit dem Inkrafttreten des deutschen Gerichtsverfassungsgesetzes am 1. Oktober 1879 traten an die Stelle dieser Kreisgerichte die drei Landgerichte Altona, Kiel und Flensburg mit je einer Staatsanwaltschaft. Die Kreisgerichte Itzehoe und Schleswig wurden aufgelöst. Als Altona durch das Groß-Hamburg-Gesetz von 1937 nach Hamburg eingemeindet wurde, wurde der Sitz des Landgericht Altona nach Itzehoe verlegt und in Landgericht Itzehoe umbenannt. Dem Landgericht Itzehoe war das Schleswig-Holsteinische Oberlandesgericht übergeordnet. Dieses trat 1879 die Nachfolge des Appellationsgerichtes Kiel an, das dem Kreisgericht Altona übergeordnet war.

## Richter
- Karl Rasch (1907 bis 1916 Präsident)